# Caronte di Tebe
Caronte di Tebe (in greco antico: Χάρων?, Cháron; Tebe, fine V secolo a.C. – dopo il 371 a.C.) è stato un militare greco antico.

## Biografia
Caronte, importante tebano, fu colui che nascose Pelopida e i suoi compagni di cospirazione nella propria casa, tornati a Tebe per abbattere il governo oligarchico instaurato da Sparta nel 379 a.C.
Caronte, comunque, prese parte attiva all'intera impresa, e una volta restaurata la democrazia (378 a.C.) fu eletto beotarca insieme a Melone e Pelopida.
In seguito, nella battaglia di Leuttra (371 a.C.), Caronte riuscì a vincere una piccola scaramuccia di cavalleria; Meneclide, oratore nemico di Pelopida, colse l'occasione per sminuire le imprese di Pelopida e, con un'abile manovra, riuscì a far approvare un decreto riguardante la commemorazione dell'episodio, che fu rappresentato in un'immagine esposta in uno dei templi della città; Epaminonda, che si era opposto sostenendo che il merito della vittoria spettava allo stato e non ai singoli, fu multato.